# De Lackner HZ-1 Aerocycle

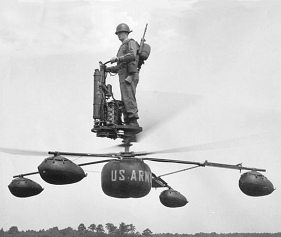
Pojazd w locie

HZ-1 Aerocycle (YHO-2, oznaczenie wytwórni DH-4 Heli-Vector) – jednoosobowy, "osobisty helikopter" amerykański, zaprojektowany przez firmę de Lackner Helicopters w połowie lat pięćdziesiątych. Projekt zakładał, że maszyną będą mogli sterować niedoświadczeni piloci po przeszkoleniu trwającym co najmniej dwadzieścia minut. HZ-1 miał stać się standardowym wyposażeniem zwiadowczym armii Stanów Zjednoczonych.  Choć pierwsze testy ukazały jej potencjał na polu bitwy w erze broni atomowej, dalsze próby udowodniły, że sterowanie maszyną jest zbyt trudne dla nie przeszkolonych piechurów. Projekt zarzucono po dwóch próbach zakończonych rozbiciem się maszyny.

## Projekt i budowa
We wczesnych latach pięćdziesiątych, Charles H. Zimmerman z NACA opracował system kontroli wiropłatu zakładającego zamontowanie śmigła na dolnej części maszyny. Pilot miał sterować maszyną przemieszczając swoją masę, i stabilizować ją
odruchowo. Ten rodzaj kontroli nazywa się kinestetycznym, i przypomina on w swoich założeniach jazdę rowerem bądź deską surfingową. Celem było umożliwienie pilotom obsługi maszyny latającej po krótkim przeszkoleniu, a nawet bez szkolenia. Testy przeprowadzone przez NASA wykazały, że pomysł ten ma pewien potencjał. Kilka firm, w tym Bensen Aircraft, Hiller Aircraft i de Lackner Helicopters, zaczęły prace nad wiropłatem opartym na tej koncepcji.
De Lackner Helicopters zaproponował koncepcję jednoosobowej platformy latającej, oznaczonej jako DH-4. Projekt zakładał, że oprócz pilota będzie ona w
stanie unieść 54 kilogramy ładunku, bądź też dodatkowe 19 litry paliwa, co pozwoliłoby wydłużyć jej zasięg do 80 kilometrów. Planowano również zamontowanie liny zwieszonej z wału śmigła, co umożliwiałoby przenoszenie podwieszonego ładunku.
Maszyna miała prosty, krzyżowy kształt. Pilot był umocowany na platformie pasami bezpieczeństwa.  Pasy mocowały też silnik maszyny, wyprodukowany przez Mercury Marine. Kontrolowany był przez sprzęgło motocyklowe, i przenosił moc do śmigła o średnicy 4,6 metra poprzez napęd pasowy wyposażony w reduktor łańcuchowy. Osprzęt do lądowania składał się z poduszek powietrznych na każdym ramieniu obudowy, oraz gumowego pływaka na środku, co pozwalało lądować na wodzie. Później zastąpiono to jednak płozami helikopterowymi.

## Próby
Maszynę oznaczono początkowo jako YHO-2 a następnie HZ-1 i dodano nazwę "Aerocycle". Prototyp wykonał pierwszy asekurowany linami lot 22 listopada roku 1954. Pierwszy swobodny lot wykonano w 1955 roku, w bazie wojskowej na Brooklynie. Wykonano ponad sto sześćdziesiąt lotów, trwających ponad piętnaście godzin. Rezultaty tych wstępnych testów uznano za wystarczająco obiecujące aby zamówić dwanaście egzemplarzy (numery seryjne od 56-6928 do 56-6939). Przewidywano, że maszyna mogłaby służyć jako nowoczesny odpowiednik kawalerii, prowadząc powietrzny rekonesans dla armii.
W roku 1956, testy przeniesiono do fortu Eustis w Wirginii, a pilotażem zajął się kapitan Selmer Sundby. HZ-1 został zaprojektowany z myślą o łatwości sterowania, a wczesne próby wykazały, że nieprzeszkoleni żołnierze byli w stanie nauczyć się pilotować go w niecałe dwadzieścia minut. Według niektórych opinii, wystarczyć mogło nawet pięć minut. Ponadto, HZ-1 okazał się być szybszy niż inne platformy latające brane pod uwagę przez armię. Jednakże Sundby szybko udowodnił, że sterowanie maszyną było o wiele trudniejsze, niż się spodziewano. Oddanie jej w ręce niedoświadczonych pilotów nie byłoby więc bezpieczne. Ponadto, nisko zawieszone śmigło często wyrzucało w powietrze małe kamienie i inne przedmioty.
Podczas serii testów, zarówno asekurowanych, jak i swobodnych, o długości do czterdziestu trzech minut, HZ-1 rozbił się dwukrotnie.  W obu przypadkach okoliczności były podobne – śmigła przeciwbieżne zazębiły się i zderzyły, co doprowadziło do pęknięcia łopat, a w rezultacie rozbicia maszyny. Testy przeprowadzone w tunelu aerodynamicznym w Langley Research Center wykazały, że prędkość Aerocycle ograniczało niekontrolowane kołysanie, jednakże odległość między końcami śmigieł była wystarczająca. Ze względu na niemożność ustalenia przyczyny zazębiania, a także ogólną niezdolność maszyny do sprostania oczekiwaniom armii, projekt zarzucono.
Sundby otrzymał Zaszczytny Krzyż Lotniczy za swój wkład w próbne loty HZ-1, a w latach późniejszych testował helikoptery H-21 i H-34. Wziął również udział w walkach w Wietnamie, i zakończył służbę wojskową w randze pułkownika.

### Projekt spadochronu
W celu testowania platform latających HZ-1 i Hiller VZ-1 zaprojektowano całkowicie nowy typ szybko otwieranego spadochronu XMP-2. Projekt zakładał wykorzystanie spadochronu przy prędkości od 0 do 80 km/h i wysokości przynajmniej 7,6 metrów. XMP-2 okazał się niewystarczająco niezawodny jako osobowy spadochron.

## Zachowany egzemplarz
Armia Stanów Zjednoczonych zamówiła dwanaście egzemplarzy HZ-1, z czego jeden przetrwał po dziś dzień. Można go oglądać do dziś w U.S. Army
Transportation Museum w forcie Eustis w mieście Newport News, w stanie Wirginia.

## Szczegóły techniczne
Charakterystyka ogólna
- Załoga: 1 (pilot)
- Wysokość: 2,1 m od poduszek powietrznych do uchwytów.
- Waga bez ładunku: 78 kg

- Waga z maksymalnym ładunkiem:  206 kg

- Pojemność paliwa:  3,8 l

- Napęd: Mercury Maine
- Średnica wirnika: 4,6 m

Osiągi
- Prędkość maksymalna: 121 km/h

- Prędkość przelotowa: 89 km/h

- Zasięg: 24 km
- Długotrwałość lotu: 45 minut

- Pułap praktyczny: 1524 m